# Вірджинія Маклорін
Вірджинія Маклорін (нар. 12 березня 1909 — пом. 14 листопада 2022) — американська громадська волонтерка та супердовгожителька. Мешканка Вашингтона, округ Колумбія, вона привернула увагу після вірусного відео, на якому танцює з президентом Бараком Обамою та першою леді Мішель Обама в Білому домі, куди вона прийшла, щоб отримати нагороду президента за волонтерську службу за її заслуги перед громадою у лютому 18 січня 2016 року під час щорічного Місяця афроамериканської історії.

## Біографія

### Ранні роки
Маклорін народилася в Черо, Південна Кароліна. За словами Маклорін, її «народила акушерка, а день народження десь записали у Біблії». У дитинстві вона разом з батьками працювала в полі, лущила кукурудзу та збирала бавовну.
Вона виросла в епоху Джима Кроу, коли расова сегрегація була широко поширена на півдні США. Маклорін закінчила лише три класи, у 13 років одружилася і під час Великого переселення переїхала до Нью-Джерсі. Після смерті чоловіка у бійці, у 1939 році вона переїхала до Вашингтона, округ Колумбія, щоб жити ближче до своєї сестри. Приблизно у цей час вона взяла на виховання трирічного хлопчика після того, як його батько одружився вдруге, а нова дружина не хотіла цю дитину. Маклорін офіційно усиновила хлопчика, коли йому виповнилось 14 років.
За свою кар'єру вона працювала швачкою, хатньою помічницею для сімей у Сільвер-Спрінг, штат Меріленд, і керувала пральною.

## Волонтерство
З початку 1980-х років Маклорін займалася волонтерством сорок годин на тиждень у громадській школі Рутс через AmeriCorps Seniors. У жовтні 1994 року вона приєдналася до Програми прийомних дідусів і бабусь United Planning Organisation.
У 2013 році вона отримала нагороду за волонтерську роботу в громаді від мера Вінсента К. Грея. Після того, як у 2014 році телевізійна група оприлюднила факт, що її квартира була заражена постільними клопами, місцева компанія по боротьбі зі шкідниками позбулася їх і надала безкоштовне ліжко.

## Зустріч з Обамами
Наприкінці правління адміністрації Обами друзі Маклорін порекомендували членам адміністрації Обами зустрітися з президентом через її тривалу волонтерську діяльність. У лютому 2016 року Білий дім приймав Маклорін на святкуванні Місяця афроамериканської історії. Після зустрічі з президентом і першою леді Маклорін обійняла їх обох і почала з ними танцювати. В інтерв'ю вона зазначила, що ніколи не думала, що доживе до того дня, коли побуває у Білому домі, і ніколи не думала, що колись вона зустрінеться з темношкірим президентом із його темношкірою дружиною під час Місяця афроамериканської історії. Невдовзі після її зустрічі з подружжям Обам відео, на якому вона танцює з ними, стало вірусним. Згідно з місцевою пресою, згодом її називали улюбленою довгожителькою округу Колумбія та бабусею Вірджинією.
11 березня 2016 року Маклорін отримала президентську нагороду за волонтерську службу за два десятиліття служіння школярам. 27 травня 2016 року вона відвідала бейсбольний матч «Вашингтон нешналс», і на полі їй подарували джерсі.

## Особисте життя та довголіття
Від покійного чоловіка вона мала двох дітей; станом на 2016 рік її дочка була жива у 87 років; її син помер. За її оцінками, у неї було близько 50 живих нащадків. Принаймні один із її онуків мав правнука, отже вона була пра-пра-пра-бабусею.
У 2016 році Маклорін не змогла отримати посвідчення особи з фотографією у Департаменті транспортних засобів Вашингтона, округ Колумбія, через бюрократичні труднощі з отриманням копії її свідоцтва про народження з Південної Кароліни.
12 березня 2019 року Маклорін виповнилося 110 років, вона стала супердовгожителькою. Свої попередні дні народження від 106 до 109 років вона святкувала зі своєю улюбленою баскетбольною командою «Гарлем глобетроттерс».
Маклорін померла удома в Олні, штат Меріленд, 14 листопада 2022 року, як стверджують, у віці 113 років.

## Виноски
1. ↑  Офіційних записів про дату народження Маклорін немає. Статистичні дані Південної Кароліни вказують альтернативну дату 12 березня 1916 року, хоча і зазначена відсутність офіційних записів[1]